# The Gardener’s House

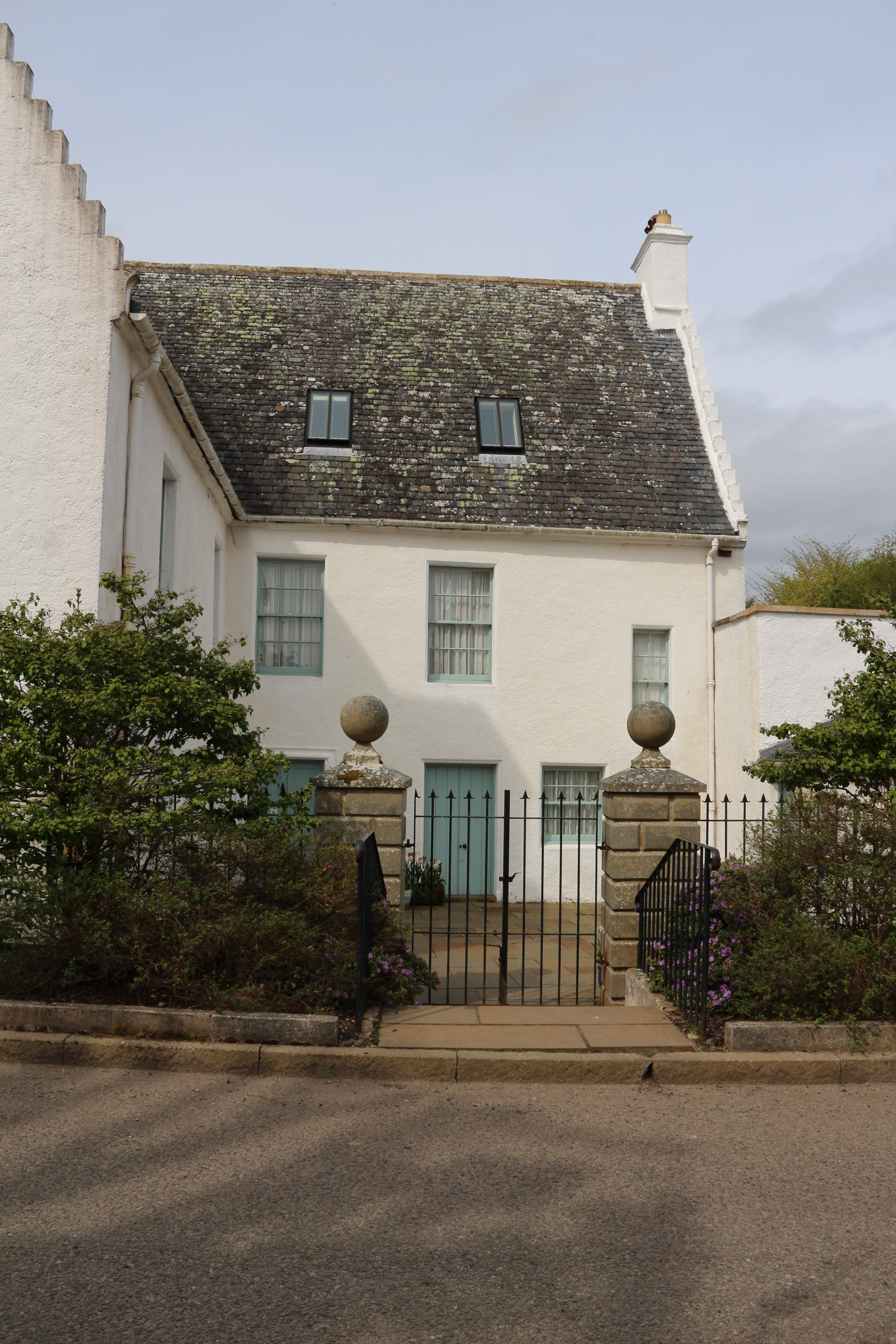
The Gardener’s House

The Gardener’s House ist eine Villa in der schottischen Ortschaft Cromarty in der Council Area Highland. 1971 wurde das Bauwerk in die schottischen Denkmallisten in der höchsten Denkmalkategorie A aufgenommen.

## Geschichte

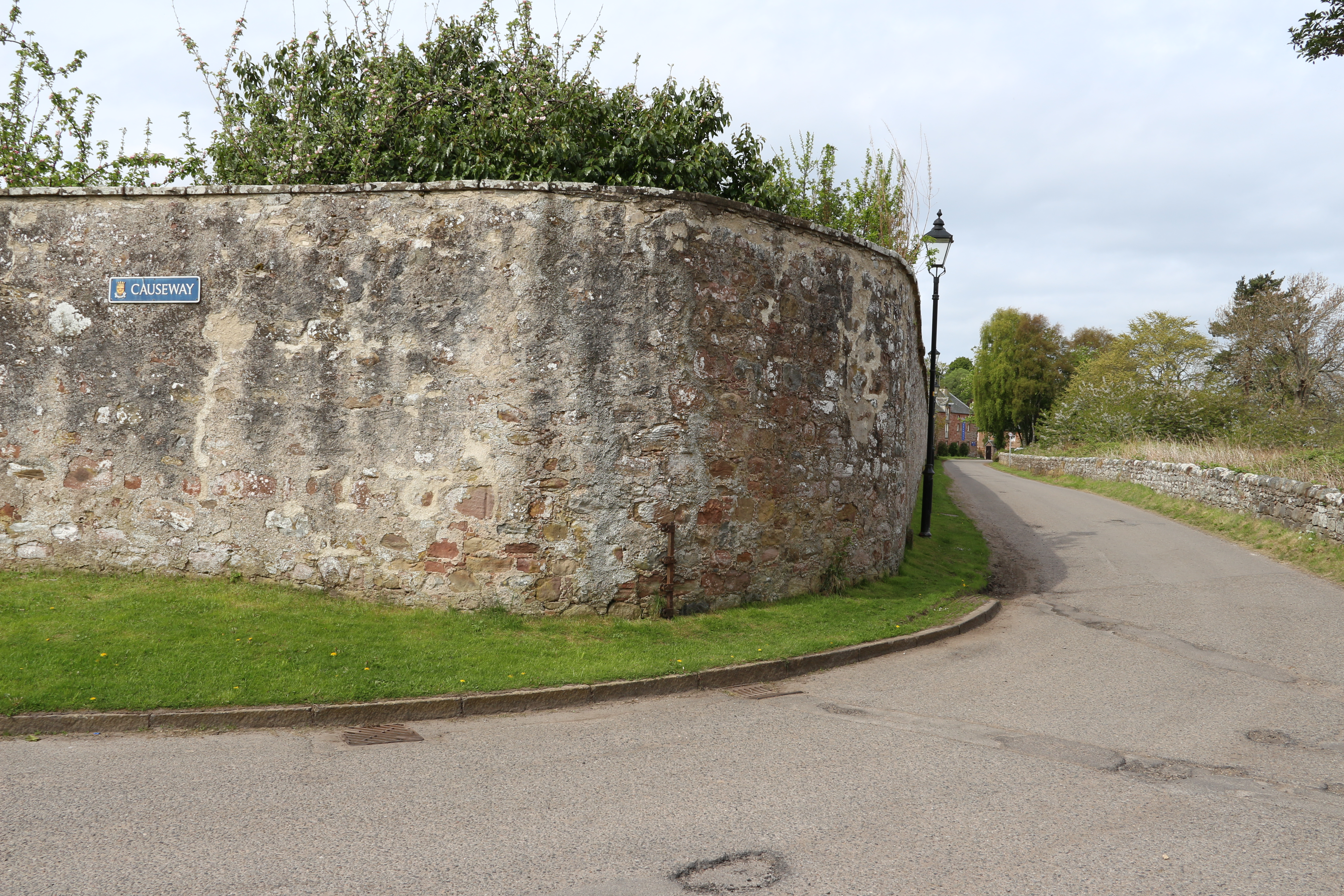
Umfriedungsmauer des Gardener’s House

1593 wurde in Cromarty die East Parish Church errichtet. Das nahegelegene Gardener’s House entstand erst rund 100 Jahre später, um 1700, als zugehöriges Pfarrhaus. Das exakte Baujahr ist nicht überliefert, die an einer Inschrift „I L M C“ auf einem Kamin im Erdgeschoss genutzte Schrifttype entspricht jedoch der im 18. Jahrhundert gängigen. Später diente die Villa dem Gärtner von Cromarty House als Wohnstatt, worin ihr heutiger Name begründet liegt.

## Beschreibung
The Gardener’s House steht am Ostrand von Cromarty jeweils rund 200 Meter östlich der East Parish Church und nördlich von Cromarty House. Die zwei- bis dreigeschossige Villa weist einen L-förmigen Grundriss auf. Ihr Mauerwerk besteht aus Bruchstein mit Natursteineinfassungen. Entlang der Fassaden sind Spuren eines Harl-Putzes zu erkennen. Zwei Portale befinden sich im Gebäudeinnenwinkel an der Nordostseite, von denen eines mit profiliertem Architrav ausgeführt ist. Weitere Türen finden sich am dreistöckigen, ostweisenden Schenkel. Entlang der Fassaden sind zwölfteilige Sprossenfenster eingesetzt. Die steil geneigten Satteldächer sind mit Schiefer eingedeckt. Ihre Firste sind steinernen überkappt. Die Staffelgiebel sind mit giebelständigen Kaminen ausgeführt. Eine Bruchsteinmauer mit innenliegender Backsteinmauer umfriedet das Anwesen.